# نيكولا إيسكيتش
نيكولا إيسكيتش مواليد 19 ديسمبر 1997 في بيه لينا، البوسنة والهرسك، هو لاعب كرة قدم بوسني يلعب مع نابريداك كروشيفاتس كلاعب وسط.

## المسيرة الاحترافية

### أندية لعب لها
- نابريداك كروشيفاتس

## روابط خارجية
- نيكولا إيسكيتش على موقع قاعدة بيانات كرة القدم.إي يو (الإنجليزية)
- نيكولا إيسكيتش على موقع Soccerbase.com (لاعب) (الإنجليزية)
- نيكولا إيسكيتش على موقع Soccerway.com (الإنجليزية)
- نيكولا إيسكيتش على موقع عالم كرة القدم.نت (الإنجليزية)